# Ptychidio jordani
Ptychidio jordani är en fiskart som beskrevs av Myers, 1930. Ptychidio jordani ingår i släktet Ptychidio och familjen karpfiskar. IUCN kategoriserar arten globalt som akut hotad. Inga underarter finns listade i Catalogue of Life.